# War Is the Answer
A War Is the Answer a Five Finger Death Punch nevű amerikai heavy metal zenekar második lemeze, 2009. szeptember 22-én jelent meg. A hetedik helyen debütált a Billboard 200on, 44.000 eladott példánnyal. Matt Snell basszerossal ez az utolsó lemezük. Arany minősítést ért el az USAban, csak ott 569.000 darabot adtak el belőle.

## Háttér
A stúdiózást 2009 áprilisában kezdte el a zenekar. A CD producere az a Kevin Churko, aki ezt megelőzően Ozzy Osbourne Black Rainjének is a producere volt, és Randy Staub mixelte, aki olyan zenekaroknak is segített már ezelőtt, mint a Metallica, Nickelback és Stone Sour. A magyar származású gitáros, Báthory Zoltán ezt mondta az album stílusát illetően:
Folytatjuk azt az utat, amit az első albumon kezdtünk el, szóval a melódia és az agresszió egészséges keveréke található rajta; és mint mindig, most is koncentráltunk arra, hogy kemény, hagyományos metal nótákat írjunk.
Báthory a Metal Hammernek így magyarázta a címet: "Ezt gyakran mondogattuk /a címet/, az albumot megelőzően is. Egyszer valaki megkérdezte, hogy: "Ha a háború a válasz, akkor mi a kérdés?" és én úgy gondolom, hogy "Az Élet Értelme". Mert az élet háború."

## Megjelenése
A CD eredetileg 2009. június 8-án jelent volna meg, de ezt az időpontot hátrébb rakták, október 6-ára, aztán előrehozták szeptember 22-re. 2009 augusztus 10-én volt a Shock and Raw Tour első koncertje, ami a CD-t reklámozta.

## Közreműködők
Five Finger Death Punch

Ivan Moody - vokál

Báthory Zoltán - gitár

Jason Hook - gitár

Matt Snell - basszus

Jeremy Spencer - dobok
Production

Producer: Kevin Churko

Mixelés: Randy Staub

## Fordítás
- Ez a szócikk részben vagy egészben  a   War Is the Answer című angol Wikipédia-szócikk fordításán alapul.  Az eredeti cikk szerkesztőit annak laptörténete sorolja fel. Ez a jelzés csupán a megfogalmazás eredetét és a szerzői jogokat jelzi, nem szolgál a cikkben szereplő információk forrásmegjelöléseként.